# Pierrick Cros (calciatore 1992)
Pierrick Cros (Montbrison, 17 marzo 1992) è un calciatore francese, difensore dell'Hauts Lyonnais.

## Carriera

### Club
Ha giocato nella seconda divisione francese e nella prima divisione dei campionati francese e greco.

### Nazionale
Ha giocato nella nazionale francese Under-20.

## Palmarès

### Club

#### Competizioni nazionali
- Championnat National: 1

Laval: 2021-2022